# سینگلتن، نیو ساوت ولز
سینگلتن (به انگلیسی: Singleton) یک شهرک در استرالیا است که در نیو ساوت ولز واقع شده‌است.